# Eriophyidae

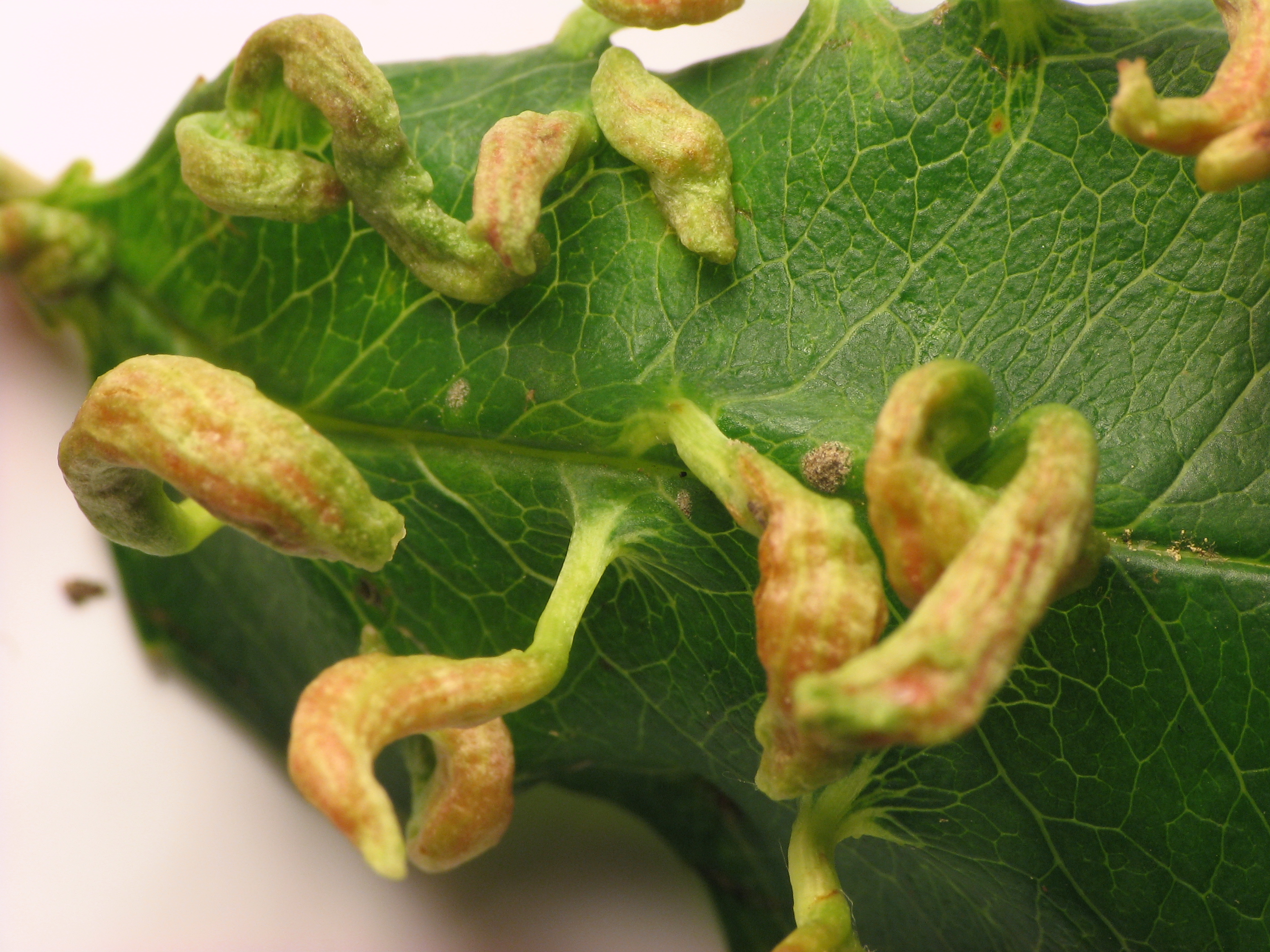
Eriophyes cerasicrumena, agallas en cerezo

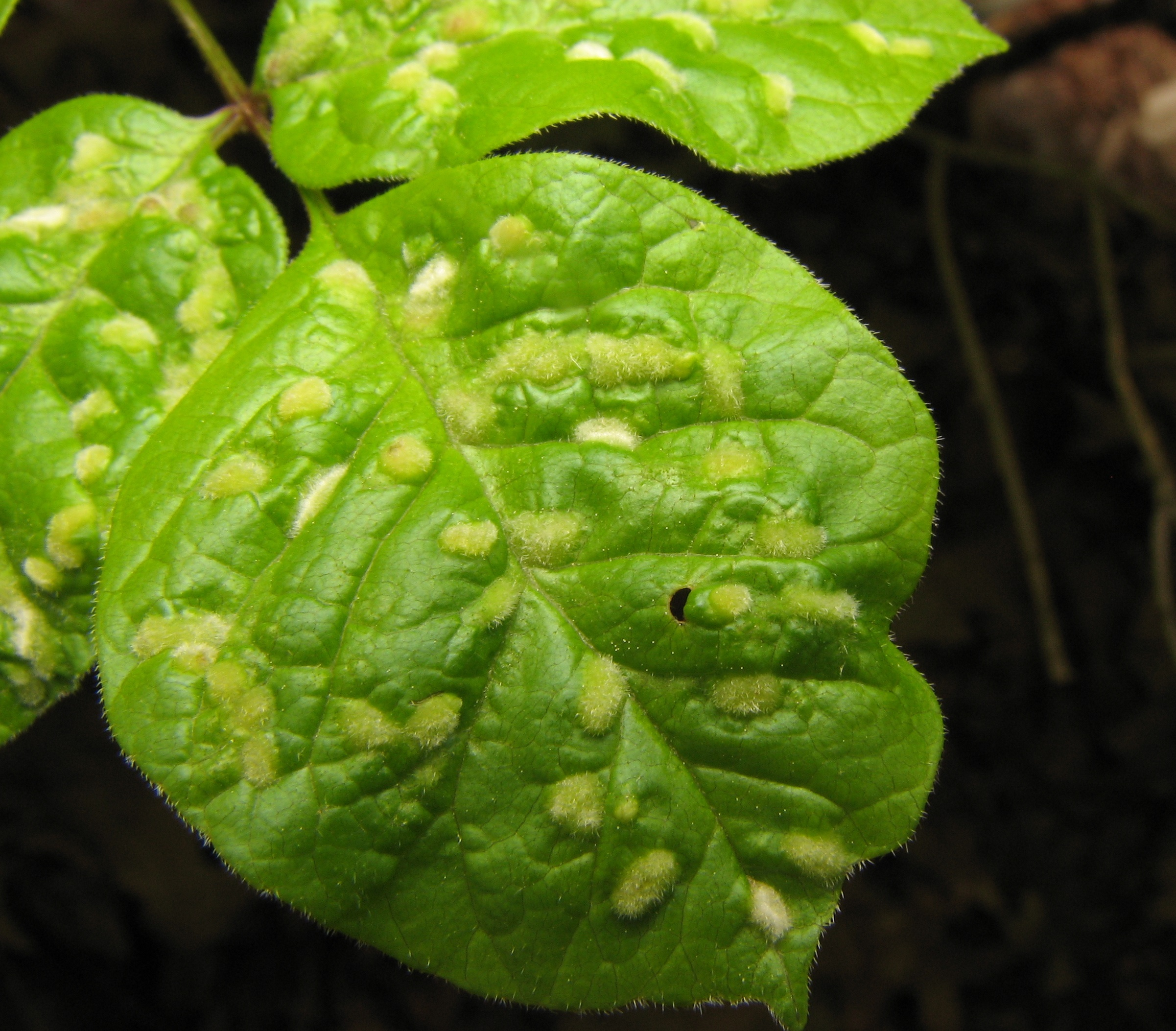
Aceria fraxini, agallas

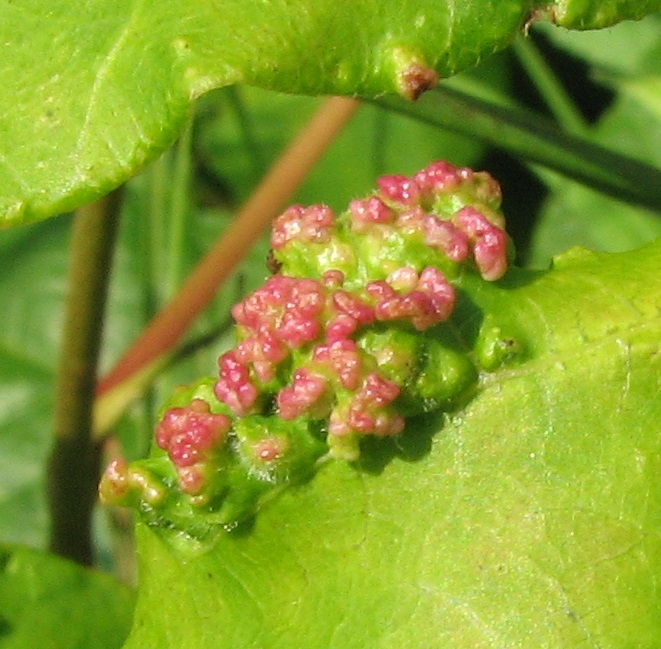
Agallas de Aculops rhois en hiedra venenosa

Eriophyidae es una familia con más de 200 géneros de ácaros, los cuales viven como parásitos de plantas, comúnmente causando malformaciones del tejido vegetal, tales como agallas. Se tratan de fitófagos muy específicos que atacan en su mayoría a especies perennes arbóreas. Se han descrito alrededor de 3600 especies, sin embargo, se trata de una familia pobremente estudiada ya que se estima que las especies descritas suponen menos del 10% del número real de especies existentes.

## Morfología
Los eriófidos son ácaros microscópicos de alrededor de 0,2 mm de longitud. Su respiración es cutánea, a diferencia de otros ácaros que lo hacen por un sistema de tráqueas, debido a su tamaño extremadamente pequeño. Su cuerpo es alargado y cilíndrico de colores que pueden variar entre el amarillo, rosado o púrpura. Disponen de estiletes bucales que usan durante su alimentación. Tienen solo dos pares de patas en la parte anterior del cuerpo.

## Dispersión
Su método principal de dispersión es el viento, sin embargo, también es muy frecuente su dispersión durante la multiplicación vegetativa de un cultivo a través del uso de plantas infestadas. Tienen un amplio rango de huéspedes y en ciertos cultivos son considerados plagas principales.

## Daños
Los daños producidos por las especies de este género se pueden clasificar en:
- Formación de agallas
- Malformación de frutos
- Brotes en escoba de brujas
- Decoloraciones, moteados o plateado de las hojas
- Transmisión de virus

## Subfamilias
- Aberoptinae
- Ashieldophyinae
- Cecidophyinae
- Eriophyinae
- Nothopodinae
- Phyllocoptinae

## Géneros seleccionados
- Abacarus
- Aberoptus
- Acalitus
- Acaphylla
- Acaphyllisa
- Acaralox
- Acarelliptus
- Acaricalus
- Aceria
- Achaetocoptes
- Acritonotus
- Aculochetus
- Aculodes
- Aculops
- Aculus
- Adenoptus
- Aequsomatus
- Anthocoptes
- Bariella
- Boczekiana
- Brachendus
- Calacarus
- Calepitrimerus
- Callyntrotus
- Cecidophyes
- Cecidophyopsis
- Cisaberiptus
- Colomerus
- Coptophylla
- Cosetacus
- Criotacus
- Cupacarus
- Cymoptus
- Dichopelmus
- Ditrymacus
- Epitrimerus
- Eriophyes
- Gilarovella
- Glyptacus
- Keiferella
- Leipothrix
- Liroella
- Mesalox
- Metaculus
- Monochetus
- Neooxycenus
- Neotegonotus
- Oxycenus
- Paraphytoptus
- Pentamerus
- Phyllocoptes
- Phyllocoptruta
- Platyphytoptus
- Reckella
- Shevtchenkella
- Stenacis
- Tegolophus
- Tegonotus
- Tegoprionus
- Tetra
- Tetraspinus
- Thamnacus
- Tumescoptes
- Vasates